# جک آلبرتسون
جک آلبرتسون (انگلیسی: Jack Albertson؛ ۱۶ ژوئن ۱۹۰۷ – ۲۵ نوامبر ۱۹۸۱) یک هنرپیشه، و خواننده اهل ایالات متحده آمریکا بود.
وی بین سال‌های ۱۹۳۸ تا ۱۹۸۱ میلادی فعالیت می‌کرد.

## جوایز
وی برنده جوایزی همچون جایزه اسکار بهترین بازیگر نقش مکمل مرد شده‌است.

## فیلم‌شناسی
از فیلم‌ها یا برنامه‌های تلویزیونی که وی در آن نقش داشته‌است می‌توان به روباه و سگ شکاری، روزگار شراب و گل‌های سرخ، ماجرای پوزیدون، فریب‌خورده، نورچشمی معلم و هر چه سخت‌تر به زمین می‌خورند اشاره کرد.